# کاتیا کریستین
کاتیا کریستین (هلندی: Katia Christine؛ زادهٔ ۲۱ مه ۱۹۴۶) بازیگر و مدل اهل پادشاهی هلند است که در دهه‌های ۱۹۶۰ و ۱۹۷۰ میلادی در سینمای ایتالیا شهرت داشت.
از فیلم‌ها یا مجموعه‌های تلویزیونی که وی در آن‌ها نقش داشته است، می‌توان به نایت رایدر، بدل‌کار، ارواح مردگان، ماجراجویان، عشق‌بازان و زندان زنان اشاره نمود.